# Naarda blepharota
Naarda blepharota là một loài bướm đêm thuộc họ Noctuidae.